# Ralph Hegnauer

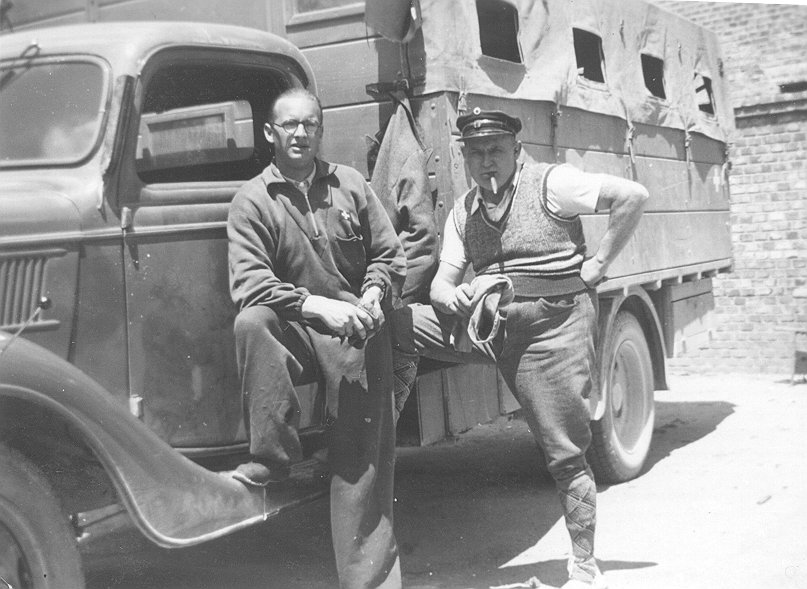
Ralph Hegnauer (links) 1937 in Spanien

Ralph Hegnauer (geb. 22. September 1910 in Aarau; gest. 17. November 1997 in Zürich) war ein Schweizer Friedensaktivist.

## Leben
Hegnauer wurde in Aarau als der Sohn des Strohindustriellen Rudolf Hegnauer und von Ida Hegnauer geboren. Er absolvierte eine Banklehre und war dann Bankangestellter in Argentinien, bevor er sich in der Friedensbewegung zu engagieren begann.
Hegnauer kam in Kontakt mit der Friedensorganisation Service Civil International. Von 1937 bis 1939 war er mit dieser Teil der Gruppe Ayuda Suiza, die humanitäre Hilfeleistungen für Kinder im Spanischen Bürgerkrieg organisierte. In dieser Gruppe traf er auch seine zukünftige Frau Idy Hegnauer, mit der ihn bis zu seinem Lebensende eine enge Zusammenarbeit innerhalb der Friedensbewegung verband.
Hegnauer war Sekretär des Schweizer Zweiges von Service Civil International ab 1944 und half mit bei der Gründung und der Entwicklung des deutschen und französischen Zweiges. Er organisierte Workcamps  in verschiedenen europäischen Ländern. Er wurde dann auch aktiv in humanitären Aktivitäten und Friedensaktivismus außerhalb Europas. Ralph und Idy Hegnauer unterstützten 1948 und 1949 UN-Flüchtlingsprojekte im Gazastreifen in Palästina für die Quäker-Organisation American Friends Service Committee. Von 1950 bis 1954 unterstützen sie auch die Entwicklung von Freiwilligenprojekten des Service Civil International in Indien und Pakistan. Er nahm außerdem an Freiwilligenprojekten im Libanon teil, aber wurde aufgrund seiner Anti-Kriegs-Haltung gebeten, das Land zu verlassen.
1952 wurde Ralph Hegnauer der Generalsekretär des Service Civil International weltweit und er blieb in dieser Position bis 1971. Danach war er bis 1975 internationaler Präsident der Organisation. Von 1975 bis zu seinem Lebensende schuf und betreute er das internationale Archiv des Service Civil International in La Chaux-de-Fonds.
Während seines Lebens schrieb er mehrere Artikel, Essays und Buchkapitel zu Flüchtlingshilfe, Gewaltlosigkeit und Antimilitarismus.